# 小林治雄
小林 治雄（こばやし はるお、1925年12月21日 - 2010年1月26日）は日本の漫画家、随筆家。

## 来歴
1925年、山梨県にて出生。1943年、甲府工業学校土木科卒業。1954年、毎日新聞にて「フクちゃん」を連載していた横山隆一に勧められ、時事風刺の1コマ漫画『ヒトクチ漫画』の連載を開始し、以後1990年まで続いた。漫画集団の一員で、随筆、マンガ等を寄稿しつつ、70歳よりMacintoshを学び精力的に執筆活動を行った。
2010年1月26日、横浜市内の病院にて心不全で死去。84歳没。

## 略歴
- 1954年から1990年まで - 風刺漫画『ヒトクチ漫画』を毎日新聞にて連載
- 1973年 - 『ヒトクチ漫画』で文藝春秋漫画賞受賞
- 1985年 - 神奈川新聞にて「神奈川NOW」を連載中
- 1993年 - スポーツニッポンにてニュース漫画を連載中
- 1993年 - 紫綬褒章受章